# Дурант (Мисисипи)
Дурант (енгл. Durant) град је у америчкој савезној држави Мисисипи.

## Демографија
По попису из 2010. године број становника је 2.673, што је 259 (-8,8%) становника мање него 2000. године.
| Група             | 2000.         | 2010.         |
| Белци             | 833 (28,4%)   | 368 (13,8%)   |
| Афроамериканци    | 2.057 (70,2%) | 2.280 (85,3%) |
| Азијати           | 9 (0,3%)      | 0 (0,0%)      |
| Хиспаноамериканци | 23 (0,8%)     | 7 (0,3%)      |
| Укупно            | 2.932         | 2.673         |